# Karl Kiesewetter (Musiker)
Karl Kiesewetter (vollständiger Name Christoph Gottfried Karl Kiesewetter; auch Christoph Gottfried Carl Kiesewetter sowie Carl Christoph Kiesewetter; * 24. September 1777 in Ansbach; † 29. August 1827 in London) war ein deutscher Geiger, Violinlehrer und Konzertmeister. Als einer der bedeutendsten Violinvirtuosen seiner Zeit engagierte er sich zudem insbesondere für Reformen in der musikalischen Aufführungspraxis, indem er beispielsweise Sinfonien erstmals vollständig aufführen ließ.

## Leben
Karl Kiesewetter war der Sohn von Johann Friedrich Kiesewetter (auch: Kisewetter; 1732–?), der 1754 Erster Geiger der Ansbacher Hofkapelle und Kammerregistrator beim Markgrafen von Ansbach, Karl Wilhelm Friedrich geworden war.
Über Karl Kiesewetters Ausbildung scheinen keine Daten überliefert zu sein; er konnte jedoch als Kammermusikus am Bernburgischen Hof in Ballenstedt und als Konzertmeister in der Stadt Oldenburg nachgewiesen werden, die unter dem späteren Regenten Peter I. zur Residenzstadt ausgebaut worden war. Während der sogenannten „Franzosenzeit“, der Besetzung verschiedener Teile des ehemaligen Heiligen Römischen Reichs Deutscher Nation durch die Truppen von Napoleon Bonaparte, verließ Kiesewetter das Gebiet des Herzogtums Oldenburg und ging 1812 in die ehemalige Residenzstadt des Kurfürstentums Braunschweig-Lüneburg: Die Hofkapelle in Hannover war während der französischen Besatzung bereits seit 1803 auf sieben Mitglieder des Hoforchesters geschrumpft, die in der Besatzungszeit bis 1814 zudem keine Gehälter ausgezahlt erhielten. Nach dem Tod des hannoverschen Konzertmeisters Anton Wilhelm L’Evèque (1759–1812) übernahm Kiesewetter noch im selben Jahr 1812 zunächst die Leitung der sogenannten „Liebhaberkonzerte“ die das Hoforchester seinerzeit in dem auch Schlosstheater genannten Schlossopernhaus im Leineschloss aufführte.
Zur Zeit des Königreichs Hannover erhielt Karl Kiesewetter im Jahr 1814 den Titel des Königlichen Konzertmeisters. Wenngleich der Landesherr im Zuge der Personalunion zwischen Großbritannien und Hannover mit seinem Hofstaat auf der britischen Insel residierte, betrieb Kiesewetter die Erweiterung des hannoverschen Orchesters bis auf knapp 30 Musiker, ab 1815 bestehend aus 14 Kammermusikern und 15 Kontraktmusikern, die ab 1817 zu öffentlichen Opern- und Konzertdiensten verpflichtet wurden.
Laut dem Hannöverschen Adress-Buch für das Jahr 1817 wohnte Kiesewetter seinerzeit in der Aegidienneustadt, in der Aegidienstraße 390b, 1821 dann in der Osterstraße 251.
In Folge langjähriger Konflikte des Konzertmeisters Karl Kiesewetter mit dem hannoverschen Kapellmeister Wilhelm Sutor hinsichtlich den Vollmachten und Aufführungs-Kompetenzen, bei denen einmal sogar der britische König vermittelte, verließ Kiesewetter Hannover und wurde ab dem 4. März 1822 „vermutlich in ähnlicher Funktion [wie in Hannover] in London“ tätig, trat dort jedoch auch als Solist an der Violine in dem Londoner Philharmonischen Konzerten auf.
In seinen Londoner Jahren wirkte Karl Kiesewetter auch als Violinlehrer.
Unterdessen hatte der von der Kaiserlichen Hofkapelle aus Sankt Petersburg kommende Ludwig Wilhelm Maurer in Hannover zeitweilig die Nachfolge Kiesewetters angetreten, allerdings erst ab dem 11. Juni 1824.
Kiesewetter besaß als Erster eine 1723 von Antonio Stradivari gebaute Violine, die heute nach ihm benannt ist. Augustin Hadelich spielte von 2010 bis 2019 die Stradivari „Kiesewetter“.